# Chaetopteroplia bidens
Chaetopteroplia bidens är en skalbaggsart som beskrevs av Pilleri 1948. Chaetopteroplia bidens ingår i släktet Chaetopteroplia och familjen Rutelidae. Inga underarter finns listade i Catalogue of Life.